# Callicebus torquatus
Il callicebo dal collare o vedovella (Callicebus torquatus Hoffmannsegg, 1807) è un primate platirrino della famiglia dei Pitecidi.

## Distribuzione e habitat
La specie occupa l'area di foresta amazzonica compresa fra il Rio Negro ed il Rio Japurá, al confine fra Brasile e Colombia.

## Descrizione

### Dimensioni
Misura circa un metro di lunghezza, di cui più della metà spetta alla lunga coda semiprensile: queste misure ne fanno la più grande specie di titi vivente.

### Aspetto
Il pelo è di colore bruno scuro o nerastro, con avambracci neri e caratteristiche mani ricoperte sul lato esterno di pelo giallastro: le parti nude del corpo (faccia, palme delle mani) sono nere, con dei disegni bianchi sulla faccia. Sul petto è presente un segno biancastro a forma di U, caratteristica comune a tutte le specie ascritte al sottogenere Torquatus. La colorazione generale del corpo ricordò ai primi missionari cristiani l'abito di una vedova, con tanto di guanti, velo e collana: ecco spiegata l'origine del nome comune.

## Biologia
Si tratta di animali diurni ed arboricoli, che durante la notte cercano rifugio nel folto della vegetazione, dove dormono tenendo le code intrecciate. Anche nelle ore più calde della giornata si prendono lunghi periodi di pausa, che passano nascosti nel fogliame a sonnecchiare, per un totale di circa 11 ore di attività quotidiane, concentrate nel primo mattino e sul fare della sera.
Vivono in gruppi familiari comprendenti da due a sette individui e composti da una coppia riproduttrice e dai cuccioli di vari parti: a dirigere il gruppo è il maschio riproduttore, che sceglie gli alberi dove cibarsi, oltre a prendersi cura dei cuccioli. Ciascun gruppo si muove nell'ambito di un territorio la cui estensione si aggira attorno ai venti ettari, all'interno del quale si fa sentire tramite una complessa gamma di vocalizzazioni, che servono sia a comunicare la propria posizione agli altri membri del gruppo, che a comunicare ad altri esemplari estranei la presenza del gruppo, al fine di evitare sconfinamenti che porterebbero ad episodi di territorialità: i casi di zuffe con conseguenze gravi, tuttavia, sono estremamente rari.

### Alimentazione
Questi animali hanno una dieta principalmente frugivora: non disdegnano tuttavia integrare la loro alimentazione con cibo di origine animale, come insetti, uova e piccoli mammiferi. L'intero gruppo, guidato dal maschio, si alimenta sullo stesso albero, nutrendosi dello stesso tipo di frutto. Vengono preferiti i frutti di piccole dimensioni ad un avanzato stato di maturazione.

### Riproduzione
Si pensa che, come le altre specie del genere Callicebus, questi animali si riproducano annualmente: di certo si sa che viene partorito un unico cucciolo dopo una gestazione di circa sei mesi. Il cucciolo viene accudito principalmente dal padre, che può tuttavia essere coadiuvato dagli altri cuccioli, fin quando non può seguire il gruppo ed alimentarsi da solo, il che avviene attorno ai tre mesi e mezzo. I giovani sono soliti restare coi genitori fino al raggiungimento della maturità sessuale (attorno al terzo anno di vita), quando si separano dal gruppo natio e vanno alla ricerca di un compagno per stabilirsi in un proprio territorio.